# コサヴァ
コサヴァ（ベラルーシ語: Косава; ロシア語: Коссово）は、ベラルーシのブレスト州、イヴァンツェヴィチ地区にある市。